# Anjar (India)
Anjar è una suddivisione dell'India, classificata come municipality, di 68.343 abitanti, situata nel distretto del Kutch, nello stato federato del Gujarat. In base al numero di abitanti la città rientra nella classe II (da 50.000 a 99.999 persone).

## Geografia fisica
La città è situata a 23° 7' 60 N e 70° 1' 0 E e ha un'altitudine di 80 m s.l.m..

## Società

### Evoluzione demografica
Al censimento del 2001 la popolazione di Anjar assommava a 68.343 persone, delle quali 35.341 maschi e 33.002 femmine, per un totale di 14.411 nuclei familiari.